# Ken Wahl
Ken Wahl is de artiestennaam van de Amerikaanse voormalig acteur Anthony Calzaretta (Chicago, 31 oktober 1954). Hij won in 1990 een Golden Globe voor zijn hoofdrol als Vincent Michael 'Vinnie' Terranova in de misdaadserie Wiseguy. Hiervoor werd hij een jaar eerder genomineerd voor zowel een Golden Globe als een Emmy Award.
Wahl overleefde in 1992 ternauwernood een motorongeluk, waaraan hij wel chronische pijnklachten overhield. Sindsdien staat zijn acteercarrière op een laag pitje.
Wahl trouwde in 1997 met de negen jaar jongere Shane Barbi, zijn derde echtgenote. Zij vormt de helft van een tweeling die in de Verenigde Staten naam maakte als het duo fotomodellen The Barbi Twins. Eerder was hij van 1983 tot 1991 getrouwd met voormalig Penthouse-model Corinne Alphen, met wie hij zoon Raymond kreeg. Lorrie Vidal was van 1993 tot 1997 zijn tweede echtgenote. Wahl kreeg naast Raymond ook zoons Louie en Cody en dochter Kyra.
In een interview in 2004 onthulde Wahl dat het verhaal dat hij vertelde over het breken van zijn nek bij een motorongeluk niet waar was. Hij gaf toe dat hij zijn nek brak toen hij van een trap af viel in het huis van Joan Dangerfield. Volgens Wahl was Joan op dat moment Rodney Dangerfield's vriendin en vroeg zij Wahl haar ontrouw niet te onthullen.

## Filmografie
*Exclusief vier televisiefilms
- The Favor (1994)
- The Taking of Beverly Hills (1991)
- Omega Syndrome (1987)
- Purple Hearts (1984)
- Jinxed! (1982)
- The Soldier (1982)
- Race for the Yankee Zephyr (1981)
- Fort Apache, The Bronx (1981)
- Running Scared (1980)
- The Wanderers (1979)

## Televisieserie
*Exclusief eenmalige gastrollen
- Wiseguy - Vincent Michael 'Vinnie' Terranova (1987-1990, 63 afleveringen)

- Biblioteca Nacional de España: XX1088623
- Bibliothèque nationale de France: cb13900942j (data)
- International Standard Name Identifier: 0000 0000 8094 4255
- Library of Congress Control Number: no2010164564
- Nationale Bibliotheek van Tsjechië: xx0218324
- Nederlandse Thesaurus van Auteursnamen: 073476412
- Virtual International Authority File: 14959870
- WorldCat: E39PBJcc9MXmMK3K4Y6KkhjQv3